# Oficer (policja)

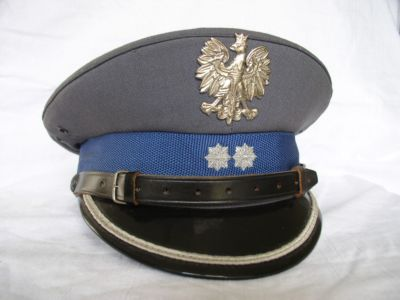
oficerska czapka garnizonowa podkomisarza

Oficer – policjant należący do korpusu oficerów Policji, posiadający stopień policyjny co najmniej podkomisarza, który jest odpowiednikiem stopnia podporucznika w WP, Straży Granicznej i młodszego kapitana w Państwowej Straży Pożarnej. Oficerów policji szkoli Akademia Policji w Szczytnie. 
Najwyższym stopniem w policji jest generalny inspektor (popularnie: generał) – odpowiednik generała dywizji w WP.